# Manuel Valencia
Manuel de Jesús Valencia Rodríguez (Florida, Valle del Cauca, Colombia, 1 de marzo de 1971) es un futbolista colombiano retirado que jugaba de defensa central. Jugó para varios clubes de Colombia y Chile.

## Trayectoria
Debuta en Atlético Huila en 1993. Pasa a Deportivo Cali el año siguiente. En este club jugó durante casi 7 años, titulándose campeón dos veces en primera división, en 1996 y 1998, además de jugar la final de la Copa Libertadores 1999 la que perderían con Palmeiras.
En 2000 continúa su carrera en Chile cuando llega a Santiago Wanderers, en el que jugó 82 partidos en más de 2 años. Además fue parte del plantel que se tituló campeón el 2001.
En 2003 vuelve a su país jugando por el Deportivo Pasto, en el que estuvo por un año jugando 19 partidos.
En 2004 regresa a Chile, esta vez a jugar por Huachipato disputando 32 encuentros en un año. Al año siguiente va al sur de Chile para jugar en Provincial Osorno.
En 2006 se integra al Boyacá Chicó, club en el que se retirara el 2007 y donde jugó 47 partidos.

## Selección nacional
En 1996 jugó un partido por Colombia el 15 de diciembre de 1996 por Eliminatorias frente a Venezuela. 

### Participaciones enEliminatorias al Mundial
| Eliminatoria                          | Sede del Mundial | Posición      | Resultado   | PJ | GA | Asis |
| ------------------------------------- | ---------------- | ------------- | ----------- | -- | -- | ---- |
| Eliminatorias Mundial de Francia 1998 | Francia          | 3°lugar 28pts | Clasificado | 1  | 0  | 0    |

## Clubes
| Club               | País     | Año       |
| ------------------ | -------- | --------- |
| Atlético Huila     | Colombia | 1993      |
| Deportivo Cali     | Colombia | 1994-2000 |
| Santiago Wanderers | Chile    | 2000-2002 |
| Deportivo Pasto    | Colombia | 2003      |
| Huachipato         | Chile    | 2004      |
| Provincial Osorno  | Chile    | 2005      |
| Boyacá Chicó       | Colombia | 2006-2007 |

## Palmarés

### Campeonatos nacionales
| Título           | Equipo             | País     | Año     |
| ---------------- | ------------------ | -------- | ------- |
| Primera División | Deportivo Cali     | Colombia | 1995/96 |
| Primera División | Deportivo Cali     | Colombia | 1998    |
| Primera División | Santiago Wanderers | Chile    | 2001    |